# Подоптимално здраве
Под оптимално здраве (на английски: suboptimal health status, SHS; на китайски: 亚健康) е терапевтична работна концепция в Китайската традиционна медицина , която, както се разбира от самото наименование, се отнася до състояние на пациента / индивида, при което той не е в своето оптимално здравно състояние, тоест това е състояние в здравен аспект, което е между здравето и заболяване и при което са налични някои симптоми, създаващи известен дискомфорт или неудобство, но без видими или диагностицируеми заболявания, които могат да бъдат идентифицирани чрез стандартно медицинско наблюдение (в България много често това състояние бива маркирано и причислено към „пълно здраве“, поради медицинска небрежност).